# Zahumle
Zahumle również Zahumlje, Hum – państwo plemienne Zahumlan zamieszkujących w serbskiej Dalmacji w dorzeczu rzeki Neretwy, powstałe na przełomie VIII i IX wieku. W XV wieku tereny Zahumla zaczęto określać nazwą Hercegowina.

## Dzieje Zahumla

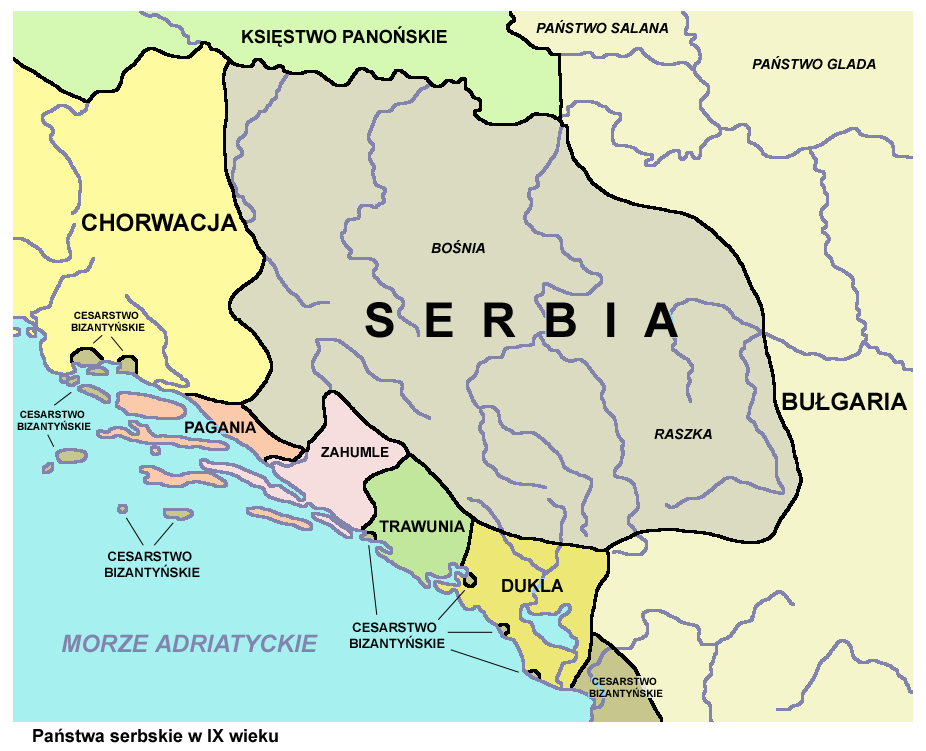
Zahumle w IX-X wieku

Nazwa państwa pochodzi od nazwy plemienia, oznaczającej lud żyjący za hlumem - humem (Chełmem – górą). Została utworzona przez Serbów zagorskich, sąsiadujących z Zahumlanami od północy przez góry Dynarskie. Na zachodzie Zahumle graniczyło z Chorwacją i plemieniem Narentan, na wschodzie z Trawunią. Władcy Zahumla bardzo wcześnie zerwali związki z Serbią zagorską. Ośrodkiem państwa od początku był Ston.
W II połowie IX wieku za namową cesarza bizantyńskiego Bazylego I, który dzięki udanej akcji morskiej w obronie Dubrownika zyskał pewne wpływy w serbskich państwach Dalmacji, okupione zresztą hojną daniną w złocie, książę Zahumla ochrzcił się, zezwalając na akcję chrystianizacyjną wśród swoich poddanych. Ewangelizację Zahumlan prowadzili kapłani łacińscy i greccy z miast bizantyńskich w Dalmacji. Po 889 roku dołączyli do nich wykupieni przez posła bizantyńskiego w Wenecji uczniowie arcybiskupa Moraw Metodego, przynosząc znajomość alfabetu głagolickiego i słowiańskie księgi liturgiczne. Dla utrwalenia dzieła chrystianizacji zostało powołane biskupstwo w Stonie.
Na początku X wieku książę serbski Piotr Gojniković władający leżącą na południowy wschód od Humu, Trawunią podporządkował swej władzy również ziemie Narentan i podjął próbę zawładnięcia okrążonym z trzech stron Zahumlem. Książę Zahumla Michał Wyszewic, sprzymierzył się z carem bułgarskim Symeonem I informując go o tworzącym się za namową Bizancjum antybułgarskim sojuszu serbsko-węgierskim. Po 917 roku Symeon najechał niespodziewanie Serbię i zrzucił z tronu Piotra Gojnikowicia, a Serbię i podległe jej Trawunię i Duklę podporządkował Bułgarii. Po śmierci Symeona I książę serbski Czasław Klonimirović odbudował wprawdzie dawną potęgę Serbii, nie zagroził już jednak Michałowi, który po śmierci bułgarskiego cara przezornie zawarł sojusz z Bizancjum i został przez cesarza mianowany patrycjuszem i konsulem. Po śmierci Czasława około 950 roku Dukla i Trawunia wyzwoliły się spod władzy serbskiej, a terytorium Serbii zagorskiej rozpadło się na szereg żupanii, które w roku 998 podporządkował sobie car Samuel Komitopul.
W 1018 roku carstwo bułgarskie upadło, a zwycięzca Bazyli II poddał pod swe zwierzchnictwo również ziemie serbskie ustanawiając dla Dalmacji serbskiej (Primorja) okręg administracyjny z ośrodkiem w Dubrowniku. Książę Zahumla Stefan Wojsław, który w międzyczasie zdobył na Dukli Trawunię uznał zwierzchnictwo bizantyńskie podobnie jak Stefan Dobrosław duklański. Po 1025 roku w miarę słabnięcia Bizancjum Stefan Wojsław wystąpił przeciw bizantyńskiej okupacji. Został rozbity w bitwie w 1035 roku przez stratega bizantyńskiego i odesłany jako jeniec do Konstantynopola. W następnym roku zbiegł z niewoli i wznowił walkę. W 1040 roku zdobył grecki okręt wojenny z transportem złota, a w 1042 roku rozbił w wąwozach górskich Trawunii armię bizantyńską katepana Dyrrachion patrycjusza Michała. Po śmierci Stefana Wojsława jego następca Ljutovid podporządkował się Bizancjum i otrzymał tytuł stratega. Około 1050 roku książę Dukli Stefan Dobrosław, który w dwóch bitwach pokonał wodzów bizantyńskich, odebrał mu Trawunię i wcielił je do swego państwa.

## Dalsze losy
W XI wieku Zahumle znalazło się pod władzą królów Zety, a około połowy XII wieku przeszło pod władzę żupanów Raszki, później zwanej Serbią. Na początku XIV wieku Serbia utraciła większą część Humu na rzecz Bośni. Pozostałości księstwa wraz ze stołecznym Stonem król Stefan Duszan zrzekł się w 1331 roku na rzecz Dubrownika. Po 1373 roku, już po śmierci ostatniego z serbskich Nemaniczów, ban Tvrtko I przyłączył do Bośni również Trebinię wraz z Konawli. Po jego śmierci w 1391 roku na ziemiach Humu, Trebinii i Konawli własne księstwo utworzyła możnowładcza rodzina Kosaczów. Władca księstwa Stefan Vukčić w 1448 roku ogłosił się hercegiem św. Sawy. Akt ten spowodował pojawienie się określenia Hercegowina na oznaczenie terenów Trebinii i Zahumla. W 1465 roku Turcy zajęli większą część Hercegowiny. Zahumle znalazło się w granicach Imperium osmańskiego

## Sztuka
Architekturę drewnianą już na przełomie VIII/IX wieku zastąpiły w Zahumlu budowle z cegły i kamienia. Fundamenty jednonawowej świątyni z tego okresu odkryto w Stonie. Z XI wieku pochodzi ośmioboczny kościółek w Ošlju pod Stonem. Malarstwo tego okresu reprezentują freski z XI wieku zachowane w kościele św. Michała w Stonie przedstawiające fundatora jako romańskiego władcę w łacińskiej koronie. U schyłku XII wieku w Zahumlu powstał również w skryptorium benedyktyńskim ilustrowany Ewangeliarz.

## Władcy Zahumla
- Michał Wyszewic
- Stefan Wojsław
- Ljutovid